# Vilém Götzlinger
Vilém Götzlinger (2. září 1911 Ivanovice na Hané – 18. října 1942 Northolt) byl československý občan židovského původu a letecký mechanik 311. československé bombardovací perutě.

## Život

### Před druhou světovou válkou
Vilém Götzlinger se narodil 2. září 1911 v Ivanovicích na Hané v židovské rodině majitele zájezdního hostince Gottfrieda (Bohumíra) Götzlingera. Vychodil měšťanskou školu a vystudoval dvouletou obchodní školu. Prezenční vojenskou službu nastoupil v roce 1931 u pěšího pluku 34 v Opavě, po jejím skončení pracoval jako zubní technik nebo obchodní zástupce.

### Druhá světová válka
Po německé okupaci opustil Vilém Götzlinger 22. května 1939 ilegálně Protektorát Čechy a Morava a přes Polsko se dostal Francie, kde vstoupil do cizinecké legie. V jejích řadách působil Sidi-Bel-Abbès v severní Alžírsku. Po vypuknutí druhé světové války byl ze závazku propuštěn a 16. listopadu 1939 přeložen do Agde ke zde vznikající československé zahraniční jednotce. Zařazen byl k pěchotě. Po pádu Francie v červnu 1940 se přes Gibraltar evakuoval do Spojeného království. Zde byl zařazen do československého depotu Royal Air Force v Cosfordu. K 5. červnu 1941 byl přeložen k 311. československé bombardovací peruti, kde sloužil u pozemního personálu. Byl výborným střelcem. Dne 18. října 1942 letěl jako cestující ve stroji Vickers Wellington T2564 KX-T v rámci přeletu do Londýna společně s dalšími třinácti příslušníky 311. perutě a jedním belgickým důstojníkem. Stroj se z nezjištěných příčin zřítil u letiště Northolt a všichni na jeho palubě a šest dalších osob na zemi zahynulo. Dosáhl hodnosti rotného. Pohřben byl 23. října na hřbitově v Brookwoodu.

## Rodina
Vilém Götzlinger se ve Spojeném království oženil, jeho manželka Teresie se společně se syna Williamem a Robertem po skončení druhé světové války přestěhovala do Prahy.

## Posmrtná cenění
- V roce 1946 byl Vilému Götzlingerovi in memoriam udělen Československý válečný kříž 1939
- Vilém Götzlinger byl in memoriam povýšen do hodnosti podplukovníka